# Arrêt d'Union
L'arrêt d'Union est une décision prise par le parlement de Paris, la chambre des comptes de Paris, le Grand Conseil et la Cour des Aides de Paris le 13 mai 1648. Il vise à contrôler la monarchie, au moins dans le domaine financier.

## Historique
L'arrêt d’Union est pris le 13 mai 1648. La Régente Anne d'Autriche cherche d'abord à s'y opposer et l'arrêt est cassé dans un premier temps le 7 juin par le Conseil d'État. Cependant, le 15 juin, le Parlement passe outre et appelle les autres cours souveraines (Chambre des comptes, Cour des Aides, Grand Conseil) à le rejoindre le lendemain à la chambre Saint-Louis du Palais de justice. Sur les conseils de modération de Mazarin qui souhaite éviter l'affrontement, la régente autorise les Cours à siéger ensemble.
Dans une série de réunions en juin et juillet 1648 ces assemblées élaborent un texte de vingt-sept articles qui propose :
- de donner à la chambre Saint-Louis un droit de veto sur la création des impôts royaux et sur celle des offices ;
- de supprimer les intendants ;
- d'abolir les juridictions d'exception et les lettres de cachet ;
- de réduire de 25 % la taille ;
- de limiter la création des offices en exigeant au préalable leurs enregistrements par les Cours souveraines.

En fait il s'agit de freiner la tendance absolutiste de la monarchie, en mettant des barrières au pouvoir absolu du roi en matière financière.
Pour calmer le mécontentement, le gouvernement sacrifie le très impopulaire surintendant général des finances Particelli d'Emery. Le 31 juillet un lit de justice accepte presque toutes les propositions. Mais le 25 août, renforcé par la victoire de Condé sur les Espagnols à la bataille de Lens, Mazarin fait arrêter les trois chefs de la contestation parlementaire Blancmesnil, Charton et Broussel. Paris se hérisse alors de barricades. Il fait libérer les prisonniers. Cependant le gouvernement ne renonce pas à vaincre ses opposants. Ce premier épisode de la Fronde se termine par le blocus de Paris et la paix de compromis de Rueil, signée en mars 1649.
L'ensemble de ces mesures, plus ou moins mises en œuvre par le pouvoir à la suite de cette paix, ne résiste pas à la défaite de la Fronde en 1652.

## Analyse
La thèse de Louis Madelin fait de la Fronde parlementaire une révolution manquée. Ce mouvement serait, sinon, une réaction d'une oligarchie cherchant à protéger ses privilèges contre la montée de l'absolutisme royal. 